# Почвенная корка
Почвенная корка — образуется на плотных глинистых почвах, когда от сильных дождей изобильно содержащиеся в них иловатые части закупоривают более крупные поры, отчего эти почвы «заплывают» и на поверхности их появляется корка, затрудняющая доступ воздуха и тем вредно влияющая на рост растений. Для уничтожения его, на вспаханной или даже заборонованной почве, до высева ещё семян, рекомендуется разрыхление её экстирпатором, груббером или даже бороной (если толщина К. не более 1-1½ дюйма). Но если корка покроет уже посев, то разрыхление её легкими боронами с деревянными зубьями следует производить после появления на всходах двух листков, причём для возможно меньшего выдёргивания всходов, боронование при посеве вразброс должно вестись в том же направлении, в каком были заборонованы посеянные семена, а при рядовом — в направлении рядов. Можно также применять с той же целью прикатывание, мотыжение, окучивание и прикрытие поверхности засеянного поля навозом, соломенной сечкой и мякиной, но это меры сравнительно более дорогие.